# NCsoft
NCsoft est une société coréenne de développement et d'édition de jeux vidéo, fondée en 1997, spécialisée dans le jeu en ligne massivement multijoueur. Elle doit notamment sa réputation d'éditeur grâce aux jeux Guild  Wars et Guild Wars 2.

## Historique
Fondé par Taek Jin Kim en mars 1997, NCsoft s'impose avec son jeu Lineage I qui conquis plus de 4 millions de joueurs. Partiellement connue en occident, la compagnie est populaire en Corée du Sud, au Japon et à Taïwan.

## Catalogue
NCsoft propose un panel de titres uniquement jouables en ligne, plutôt varié, visant différents publics. Au départ très asiatique, le catalogue actuel de l’éditeur coréen se diversifie vers les marchés occidentaux, avec des thèmes comme les super héros ou les courses de voitures.

## Ludographie
- Auto Assault : jeu massivement multijoueur développé par NetDevil, il propose d’explorer un vaste monde post-apocalyptique aux commandes de voitures, motos et camions entièrement personnalisables. Le jeu n'est plus exploité par NCsoft et les serveurs ont officiellement fermé.

- City of Heroes : développé par Cryptic Studios, MMORPG dans lequel les joueurs incarnent des Super-héros inspirés de comic book américains. Le jeu n'est plus exploité par NCsoft et les serveurs ont officiellement fermé.

- City of Villains : extension de City of Heroes et jeu à part entière, le titre propose aux joueurs d’incarner des Super-vilain. Le jeu n'est plus exploité par NCsoft et les serveurs ont officiellement fermé.

- Guild Wars : développé par ArenaNet, l’un des studios américains de l’éditeur coréen, MMORPG médiéval fantastique orienté joueur contre joueur. Sorti en 2005 simultanément aux États-Unis, en Amérique du Sud, en Europe et en Asie, Guild Wars s’était vendu en septembre 2005 à plus d’un million d’exemplaires uniquement en Europe et aux États-Unis. Le jeu est localisé en anglais, français et allemand.
  - Guild Wars Factions : à la fois extension et jeu à part entière, reprend tous les principes du titre original, en y incorporant des combats entre joueurs pour la conquête de territoires.
  - Guild Wars Nightfall : deuxième extension du titre, ajoute un continent typé africain au jeu d'origine ; il incorpore principalement la gestion de héros (mercenaires personnalisables) au gameplay.
  - Guild Wars: Eye of the North : troisième et dernière extension, elle est la préface de Guild Wars 2, elle introduit de nouvelles races à l'univers.

- Guild Wars 2 : suite de Guild Wars, l'action se déroule 250 ans après le premier volet et permet cette fois au joueur d'incarner l'une des cinq races du jeu.

- Lineage : lancé en septembre 1998, le premier MMORPG médiéval-fantastique de NCsoft demeure malgré ses graphismes en 3D isométrique l’un des fleurons de la société coréenne[réf. nécessaire]. Disponible seulement en Corée du Sud, au Japon, à Taïwan, en Chine et aux États-Unis (depuis 2003) il atteint plus de deux millions de joueurs[Quand ?].

- Lineage II : sorti en 2003 en Corée, il dépasse son prédécesseur avec un peu plus de deux millions et demi de joueurs abonnés[Quand ?]. Disponible en Corée, au Japon, à Taïwan, en Chine, en Thaïlande, aux États-Unis et en Europe (depuis 2004). Entièrement en 3D (basé sur le moteur Unreal Engine 2), Lineage II propose quatre extensions (une cinquième étant déjà prévu en Corée). Le jeu est numéro deux en Corée. La localisation du titre est uniquement en anglais.

- Tabula rasa : développé aux États-Unis sous l’égide de Richard Garriott (le créateur d'Ultima Online), MMORPG de science-fiction sorti fin 2007.
  - Tabula Rasa n'est actuellement plus exploité par NCsoft. Les serveurs ont officiellement fermé le 28 février 2009[2].

- Aion: The Tower of Eternity : MMORPG médiéval-fantastique, lancé en décembre 2008 en Corée du Sud, il est disponible en Europe et aux États-Unis depuis septembre 2009. Il remporte le prix du Meilleur jeu coréen de l’année à l’occasion des Korean Game Awards en 2008.

- Wildstar : MMORPG science-fiction sorti officiellement en juin 2014 et développé par Carbine Studios
  - Le 26 septembre 2018, NCsoft annonce la fermeture de Wildstar pour le 28 novembre[3].

- Blade and Soul : MMORPG médiéval-fantastique basé sur les Arts Martiaux Orientaux est sorti officiellement en Europe et aux États-Unis en janvier 2016, développé par la Team BloodLust, déjà sorti depuis quatre ans, en juin 2012, en Corée du Sud.
- Master X Master : MOBA sortie le 21 juin 2017. MxM propose une panoplie de personnages basé sur les différents univers des jeux de NCsoft (Blade ande Soul, Lineage II, Wildstar, etc.). MxM propose différents modes de jeux allant du PvP classique des genres MOBA à du PvE type hack'n slash. Le jeu a été fermé le 31 janvier 2018.

## Revenus
Selon Yahoo! Finance, les ventes de NCsoft dépassent les 300 milliards de won coréens pour la première fois lors de l’année fiscale 2005[réf. incomplète]. Les ventes atteignent 338,8 milliards de won, soit 291 millions d’euros. L'éditeur connaît donc une augmentation de 17 % de ses ventes. Ce succès est atteint grâce notamment à Lineage et Lineage II, qui procurent des revenus historiquement stables, ainsi que Guild Wars et City of Villains, les titres principaux de l’année 2005.